# 3 000 mètres aux Jeux olympiques
Pour un article plus général, voir Athlétisme aux Jeux olympiques.
Le 3 000 mètres féminin a fait partie du programme des Jeux olympiques, de 1984 à Los Angeles à 1992 à Barcelone. Il est remplacé par le 5 000 mètres à partir de 1996.
Le record olympique de la discipline est détenu par l’Ukrainienne Tatyana Samolenko en 8 min 26 s 53.

## Palmarès
| Édition | Or                                    | Argent                                | Bronze                              |
| ------- | ------------------------------------- | ------------------------------------- | ----------------------------------- |
| 1984    | Maricica Puica (ROU) 8 min 35 s 96    | Wendy Smith-Sly (GBR) 8 min 39 s 47   | Lynn Williams (CAN) 8 min 42 s 14   |
| 1988    | Tatyana Samolenko (URS) 8 min 26 s 53 | Paula Ivan (ROU) 8 min 27 s 15        | Yvonne Murray (GBR) 8 min 29 s 02   |
| 1992    | Yelena Romanova (EUN) 8 min 46 s 04   | Tatyana Samolenko (EUN) 8 min 46 s 85 | Angela Chalmers (CAN) 8 min 47 s 22 |

### Multiples médaillées
| Rang | Athlète           | Nation                          | Éditions  | Or | Argent | Bronze | Total |
| ---- | ----------------- | ------------------------------- | --------- | -- | ------ | ------ | ----- |
| 1    | Tatyana Samolenko | Union soviétique Équipe unifiée | 1988–1992 | 1  | 1      | 0      | 2     |

### Record olympique
| Temps         | Athlète           | Lieu        | Date              |
| ------------- | ----------------- | ----------- | ----------------- |
| 8 min 44 s 38 | Mary Decker       | Los Angeles | 8 août 1984       |
| 8 min 43 s 32 | Maricica Puica    | Los Angeles | 8 août 1984       |
| 8 min 35 s 96 | Maricica Puica    | Los Angeles | 10 août 1984      |
| 8 min 26 s 53 | Tatyana Samolenko | Séoul       | 25 septembre 1988 |